# Batalla de Sandwich (1217)
La Batalla de Sandwich, también conocida como la Batalla de Dover, fue librada cuando la flota francesa intentó abastecer al príncipe Luis, el futuro rey Luis VIII de Francia, cuyas fuerzas ocupaban Londres el 24 de agosto de 1217, como parte de la primera guerra de los Barones. La batalla se entabló entre la flota Plantagenet (inglesa), al mando de Hubert de Burgh, y, por el otro, la flota Capeta (francesa), al mando de Eustaquio el Monje y Robert de Courtenay, en la costa de Sandwich, Kent. Los ingleses capturaron el buque insignia francés y gran parte de los barcos de suministro, obligando al resto de la armada francesa a regresar al puerto de Calais. Los barcos ingleses atacaron por barlovento, y se apoderaron del barco de Eustaquio el Momje. Hicieron prisioneros a Courtenay y al resto de los caballeros, mientras perecía el resto de la tripulación. Eustaquio el Monje, un conocido pirata, fue ejecutado tras ser hecho prisionero. 
Se considera una batalla significativa para la decisión del príncipe Luis de abandonar sus intentos de conquista de Inglaterra, plasmada en el Tratado de Lambeth, firmado unas semanas más tarde.

## Contexto
El corsario Eustaquio el Monje recibe su nombre de su pasado monacal. A finales del siglo X y principios del XI, decidió romper sus votos y abandonar la orden religiosa católica a la que pertenecía para dedicarse a la piratería. Llegó a ser una gran amenazaba para las embarcaciones que transitaban, durante la primera mitad del siglo XI, el Canal de la Mancha.Sus enemigos ingleses le atribuían un "ingenio diabólico".Entre 1205 y 1208, prestaba servicio al rey Juan I de Inglaterra. Con la bendición del rey inglés, se apoderó de las Islas del Canal, que gobernó en nombre del rey, usando Winchelsea como base. Pero en 1212 se pasó al bando francés y fue expulsado de Inglaterra. En 1215 transportó maquinaria bélica para los barones ingleses que luchaban contra el rey Juan, y cuando el príncipe Luis zarpó hacia Londres, viajó en la flota de Eustaquio. Gracias a su ayuda, el príncipe Luis pudo capturar rápidamente la capital y los llamados Cinque Ports.
Después de la derrota de sus lugartenientes,  en la batalla de Lincoln, el 20 de mayo de 1217, el príncipe Luis procedió a dar la orden de levantar el sitio del Castillo de Dover y la retirada hacia Londres. Decidido ya a abandonar la lucha, acordó entrevistarse en Brentford con los partidarios de Enrique III de Inglaterra. El vencedor de Lincoln, William Marshal, primer conde de Pembroke y el príncipe Luis estuvieron a punto de llegar a un acuerdo. Sin embargo, para lograr el perdón de los obispos que se habían unido a la causa del príncipe Luis, era necesario el dictamen del Papa Honorio III. Pero la negociación fracasó por la dilación que suponía el viaje a Roma, y por la noticia de próximos refuerzos y suministros de Francia que recibió el príncipe Luis.

## Batalla
El 24 de agosto de 1217, con buen tiempo, la flota francesa partió de Calais. Aunque los barcos habían sido equipados por Eustaquio, el mando de las tropas recaía en Robert de Courtenay. La esposa del príncipe Luis, Blanca de Castilla, también contribuyó a la organización de la expedición. Al frente de las tropas francesas estaba Philip d'Aubigny, comandante de la costa sureste.  Por su parte, el conde de Pembroke había llegado a New Romney el 19 de agosto, y reunió a todos los marineros de Cinque Ports. Los marineros ingleses se quejaron amargamente del trato recibido por el rey, pero Pembroke los convenció para luchar, con la promesa de un gran botín si obtenían la victoria.
El propio barco de Eustaquio, el Gran Barco de Bayona, encabezaba la armada francesa. Robert de Courtenay estaba al frente de la expedición, mientras que Eustaquio actuaba como adjunto. Ralph de la Tourniele y William des Barres eran el tercero y el cuarto al mando, respectivamente. En suma, habían 36 caballeros en el buque insignia. Los siguientes tres buques de tropas estaban dirigidos por Mikius de Harnes, Guillermo V de Saint-Omer y el alcalde de Boulogne. En total, en los primeros cuatro barcos, viajaban entre 100 y 125 caballeros. Los hombres de armas tripulaban los otros seis buques; otras 70 embarcaciones menores, transportaban suministros. Los once buques de transporte de tropas iban sobrecargados, especialmente el buque insignia que llevaba una catapulta y caballos para el príncipe Luis.

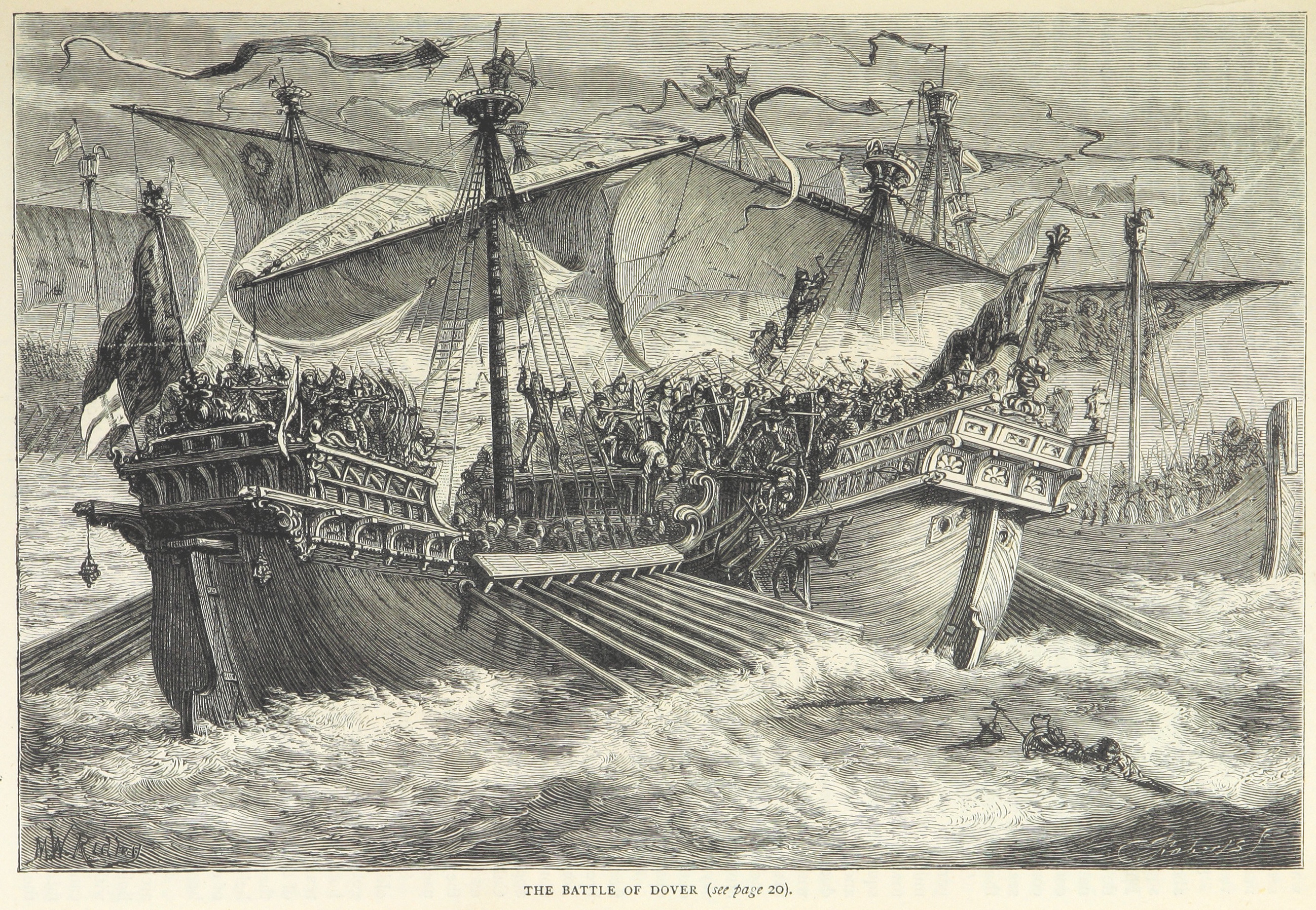
Una ilustración de 1873 de la batalla.

Los barcos ingleses eran en general más pequeños que los franceses, excepto por una coca facilitada por el conde de Pembroke, a quien se convenció para que permaneciera en tierra.Hubert de Burgh reclamó el mando de la flota, que incluía entre 16 y 18 barcos grandes, y 20 barcos más pequeños. En total, no había más de 40 barcos ingleses. El hijo ilegítimo de Juan I, Richard FitzRoy, comandaba una de las naves.
Los ingleses, que habían recuperado Sandwich de las manos del príncipe Luis, decidieron dejar pasar la armada francesa antes de atacar. Cuando los franceses rebasaron Sandwich, De Burgh salió del puerto. La flota francesa, que navegaba en orden cerrado hacia el Támesis, mantuvo al principio la posición de barlovento. El barco de De Burgh, que iba a la cabeza, se abalanzó sobre los franceses, pero se desvió cuando se vio amenazado. Contra las recomendaciones de Eustaquio, Roberto de Courtenay ordenó atacar. Cuando los franceses acortaron la vela, los barcos ingleses ganaron la posición de barlovento (en la parte donde da el viento) y atacaron. El buque insignia de De Burgh atacó a los franceses por la retaguardia (la zona no ocupada por ninguno de los dos ejércitos) y finalmente capturó dos barcos franceses.

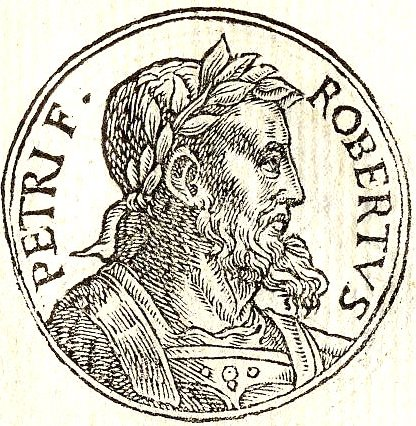
Moneda de Robert de Courtenay

Aprovechando su posición, los arqueros ingleses castigaron a las tripulaciones francesas antes de que los enemigos pudieran responder con eficacia. Los ingleses también lanzaron ollas de cal a los franceses. Al iniciarse la batalla, la nave capitana francesa fue contra el barco de Richard FitzRoy, al que se unieron otros buques ingleses, mientras que el resto de barcos franceses mantuvieron su formación apretada, a costa de no poder ayudar a su buque insignia.
La coca de Pembroke y el barco de FitzRoy se trabaron con la nave de Eustaquio y, tras librar un combate cuerpo a cuerpo, Robert de Courtenay y los caballeros franceses fueron capturados para cobrar un rescate, mientras que la marinería y soldados fueron masacrados. Eustaquio fue sacado de su escondite y ofreció pagar 10.000 marcos como rescate. Aunque era una suma muy elevada, FitzRoy y los otros líderes ingleses le consideraban un renegado al haber sido pirata para el rey Juan. Eustaquio fue atado y un hombre llamado Stephen Crabbe le cortó la cabeza de un solo golpe.
Tras perder a su buque insignia, los franceses pusieron proa a Calais. Los ingleses se emplearon a fondo para desmantelar los barcos franceses. Nueve barcos de suministros pudieron escapar, pero el resto de embarcaciones fueron apresados por los ingleses. Tan solo 15 barcos escaparon de los violentos ingleses. Los buques de transporte franceses se salvaron gracias a los buques de suministro, ya que los ingleses se desviaron para saquear las embarcaciones más pequeñas. Los marineros franceses fueron masacrados o arrojados al Canal, a excepción de dos o tres hombres por barco capturado que se salvaron.

## Resultado

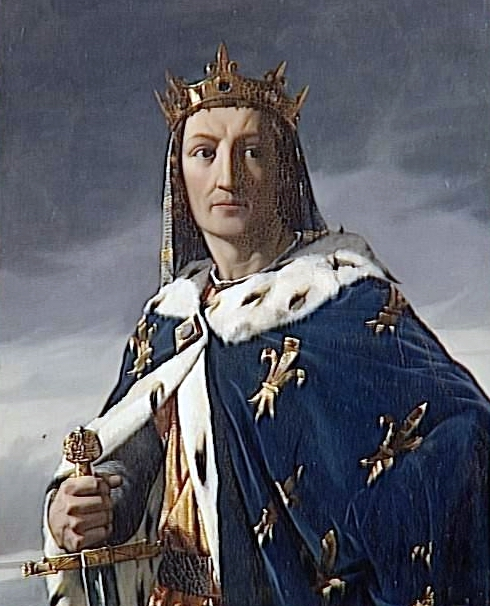
Príncipe Luis

La mayoría del botín se lo quedaron los marineros ingleses, menos una pequeña parte que fue utilizada para fundar el Hospital de San Bartolomé en Sandwich. El historiador Thomas B. Costain considera que fue una victoria decisiva. Antes de la batalla, el príncipe Luis andaba escaso de suministros, pero con los ingleses controlando el Canal, Luis había perdido totalmente el contacto con su base logística. Los barones ingleses que le apoyaban comenzaron a solicitar un acuerdo y amnistía para ellos.
La paz fue firmada el 12 de septiembre en Kingston upon Thames . El príncipe Luis renunció formalmente a sus pretensiones sobre la Corona inglesa, a cambio de poder abandonar Inglaterra sin impedimentos. Algunos de los partidarios de Enrique exigían la rendición incondicional, pero el conde de Pembroke logró que se aprobara una solución moderada. A cambio del perdón de Enrique III, los barones que habían apoyado al príncipe Luis debieron pagar al príncipe francés 10.000 marcos para acelerar su retirada. El príncipe Luis abandonó Dover antes de acabar el mes.